# Фрідріх Франц IV (великий герцог Мекленбург-Шверінський)
Фрідріх Франц IV (нім. Friedrich Franz IV, Großherzog von Mecklenburg-Schwerin; 9 квітня 1882, Палермо — 17 листопада 1945, Фленсбург) — останній великий герцог Мекленбург-Шверінський з 10 квітня 1897 року (у 1897–1901 роках під опікою свого дядька, регента герцога Йоганна Альбрехта, з 1901 року — самостійно). Прусський генерал кавалерії (13 вересня 1911).

## Біографія
Фрідріх Франц — син великого герцога Фрідріха Франца III і великої княгині Анастасії Михайлівни, правнук російського імператора Миколи I. Народився в Палермо, де його батьки проживали практично цілий рік за станом здоров'я батька. Фрідріх Франц, як і його батько, навчався в дрезденській гімназії. За прикладом батька восени 1900 року Фрідріх Франц вступив на юридичний факультет Боннського університету. З родиною часто гостював у Петербурзі у свого діда, великого князя Михайла Миколайовича.
7 червня 1904 року одружився з принцесою Александрою Ганноверською. У цьому шлюбі народилися 5 дітей.
Прийшовши до влади в Мекленбург-Шверіні, Фрідріх Франц разом з міністрами уряду намагався провести в життя реформу мекленбургзької конституції, яка передбачала станове представництво в ландтазі. Ці плани зіткнулися з жорстким протистоянням з боку місцевих станів і Мекленбург-Штреліцу.
У Першу світову війну Фрідріх Франц, незважаючи на своє звання генерала кавалерії, не здійснював командування військами. Як правитель, він відвідував мекленбурзькі частини на Західному фронті. З 1915 року в Мекленбурзі стали спостерігатися проблеми з постачанням, проте великий герцог Фрідріх Франц не відмовляв собі в розкішному житті у воєнний час. Він з сумнівами ставився до проголошеної в Німецькії імперії війни до переможного кінця. У 1917 році Фрідріх Франц виступав проти радикалізації військового командування, на його думку війну слід припинити на переговорах.
Після самогубства великого герцога Адольфа Фрідріха VI, останнього правителя з стреліцької лінії Мекленбурзького дому, Фрідріх Франц управляв Мекленбург-Стреліцом на правах регента аж до Листопадової революції. Восени 1918 року Фрідріх Франц не цілком усвідомлював серйозність становища центральних держав, тому виступав проти пропонованого Верховним командування перемир'я і не відчував наближення революції. 14 листопада одним з останніх серед німецьких монархів Фрідріх Франц відрікся від престолу за себе і свою династію і емігрував до Данії. В результаті Листопадової революції майно Мекленбурзького дому було націоналізовано. В якості компенсації в 1919 році Фрідріху Францу повернули мисливський замок Гельбензанде, де він проживав до 1921 року. Потім Фрідріх Франц жив до 1945 року в палаці Людвіґслуст, який також залишився у власності герцогської династії. У 1945 році герцогська сім'я разом з наслідним принцом Крістіаном Людвігом втекла від наступаючої радянської армії під Фленсбург. Сім'я проживала в замку Глюксбург. Фрідріх Франц захворів і помер через відсутність лікування і недоїдання. Емігрувати в Данію до сестри Александріни, як планувалося раніше, не вдалося.

## Родина
Дружина — Александра Ганноверська (1882—1963)
Діти:
- Фрідріх Франц (1910—2001)
- Крістіан Людвіг (1912—1996)
- Ольга (1916—1917)
- Тіра (1919—1981)
- Анастасія (1922—1979)

## Нагороди

### Нагороди німецьких держав
- Орден Святого Губерта (Баварське королівство)
- Орден дому Саксен-Ернестіне, великий хрест
- Орден Людвіга Гессенського, великий хрест (Велике герцогство Гессенське)
- Орден Заслуг герцога Петра-Фрідріха-Людвіга, великий хрест із ланцюгом і короною
- Орден Білого Сокола, великий хрест (Велике герцогство Саксен-Веймар-Айзенаське) (1897)
- Орден Рутової корони (Саксонське королівство)
- Почесний хрест ветерана війни з мечами (Третій Рейх)

#### Мекленбург
- Орден Вендської корони, великий хрест з ланцюгом і короною в руді
- Орден Грифа, великий хрест
- Пам'ятна медаль великого герцога Фрідріха Франца III
- Пам'ятна медаль битви при Луаньї-Пупрі

#### Велике герцогство Баден
- Орден Вірності (Баден) (1902)
- Орден Бертольда I

#### Королівство Ганновер
- Орден Святого Георгія (Ганновер)
- Королівський гвельфський орден, великий хрест
- Орден Ернста-Августа, великий хрест

#### Королівство Пруссія
- Орден Чорного орла з ланцюгом
- Орден Червоного орла, великий хрест
- Королівський орден дому Гогенцоллернів, великий командор із ланцюгом
- Орден Святого Йоанна (Бранденбург), почесний командор
- Залізний хрест 2-го і 1-го класу

### Іноземні нагороди
- Орден Королівського дому Чакрі з ланцюгом (Сіам) (2 квітня 1902)
- Королівський угорський орден Святого Стефана, великий хрест (Австро-Угорщина) (1904)
- Орден Серафимів (Швеція) (21 травня 1935)

#### Болгарія
- Орден «Святий Олександр», великий хрест
- Орден «Святі Рівноапостольні Кирило та Мефодій», великий хрест

#### Данія
- Орден Слона (3 серпня 1897)
- Орден Данеброг, почесний великий хрест (4 лютого 1906)
- Столітня медаль короля Крістіана IX

#### Нідерланди
- Орден Нідерландського лева, великий хрест
- Медаль весілля королеви Вільгельміни і герцога Генріха Мекленбург-Шверінського (1901)

#### Російська імперія
- Орден Андрія Первозванного
- Орден Святого Олександра Невського
- Орден Білого Орла
- Орден Святої Анни 1-го ступеня
- Орден Святого Станіслава 1-го ступеня